# 廣角站
廣角站（日语：／ Hirotsuno eki */?）是位於和歌山縣新宮市新宮，鐵道省紀勢中線（現時：西日本旅客鐵道（JR西日本）紀勢本線）的鐵路車站（廢站）。

## 歷史
- 1932年（昭和7年）8月1日 - 新宮鐵道（日语：新宮鉄道）三輪崎站至熊野地站之間開設御手洗停留場（日语：／）。
- 1934年（昭和9年）7月1日 - 新宮鐵道被收購（國有化），包含此站在內，新宮站至紀伊勝浦站之間定為紀勢中線[1]。御手洗停留場改名為廣角站。同時變為純客運車站。
- 1937年（昭和12年）7月1日 - 此站被廢除[2]。
- 1938年（昭和13年）5月20日 - 新宮站至三輪崎站之間的走線由途經熊野地站變為新線（此站至三輪崎站區間為舊線區間）。

## 相鄰車站
鐵道省
紀勢中線
熊野地－広角－三輪崎

## 注腳
1. ↑  「鉄道省告示第281・282号」『官報』1934年6月26日（國立國會圖書館數碼化收藏）
2. ↑  「鉄道省告示第179号」『官報』1937年5月31日（國立國會圖書館數碼化收藏）